# Baliem-Tal
Koordinaten: 4° 6′ S, 138° 57′ O
Das Baliem-Tal ist ein Hochtal inmitten des zentralen Hochlands der indonesischen Provinz Papua Pegunungan in Westneuguinea. Hauptort des Tals ist Wamena.

## Geographische Lage

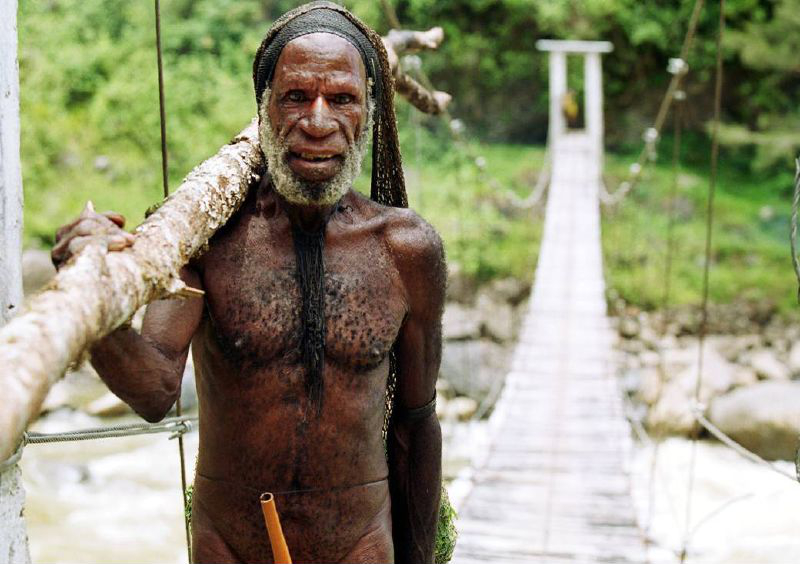
Mann vom Volk der Yali

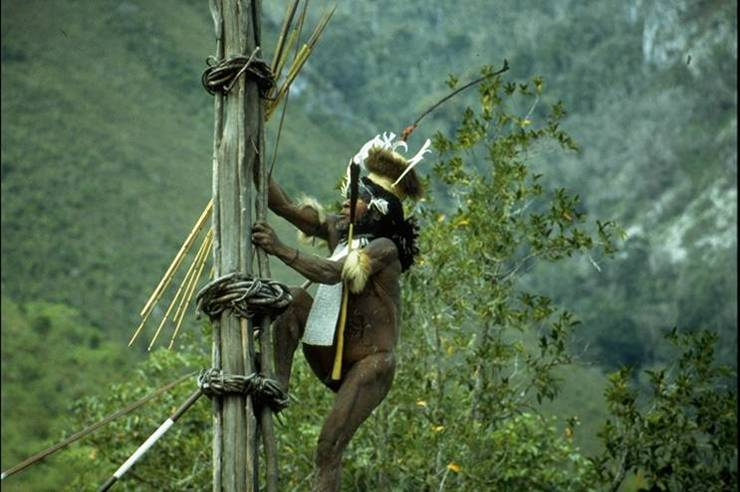
Kriegerisches Outfit

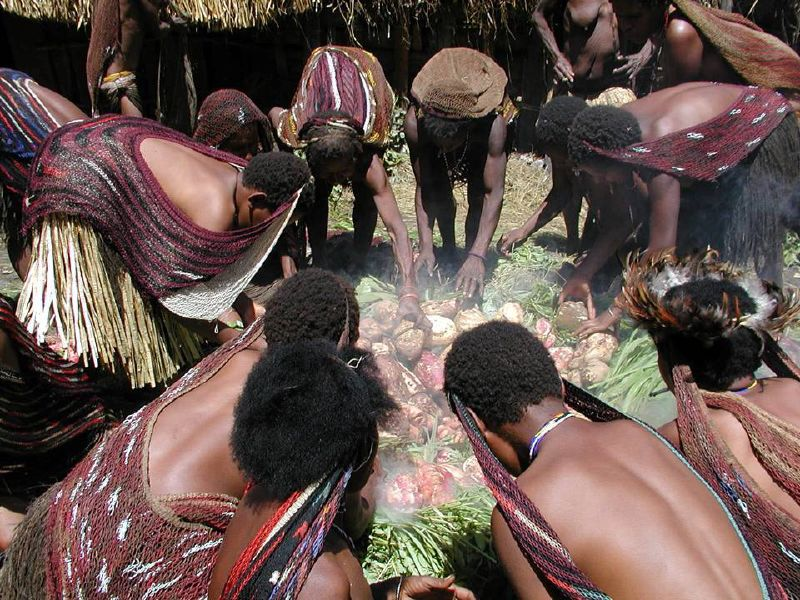
Barapen-Zeremonie im Baliem-Tal

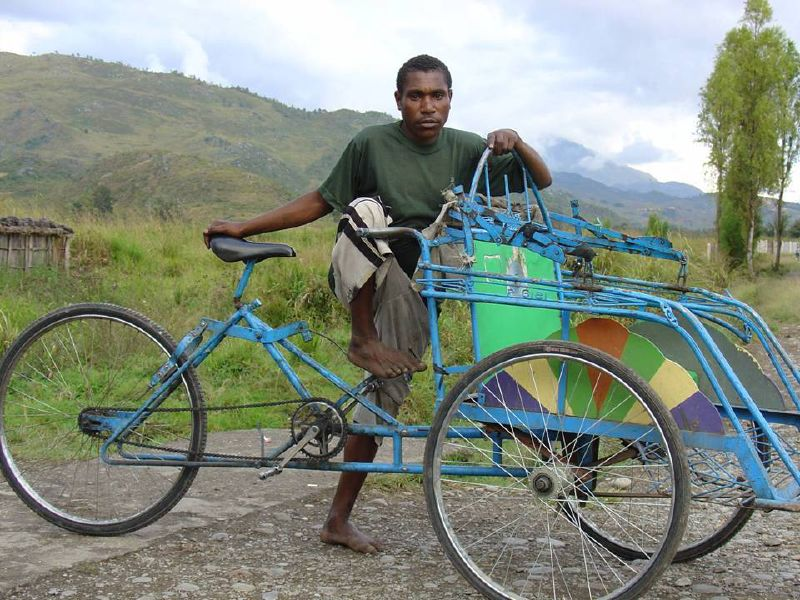
Becak im Baliem-Tal

Das Baliem-Tal trug lange den Namen Grand Valley. Heute ist der durchfließende Fluss Baliem namengebend. Das Tal liegt auf etwa 1600 m ÜdM und erstreckt sich über eine Breite von etwa 12 Kilometern bei einer Längserstreckung von etwa 50 Kilometern. Das Tal verläuft von Nordwest nach Südost. Marschig vielerorts, wird der Fluss Mosaike für Bewässerungsmöglichkeiten der Kleingartenkulturen genutzt. Mancherorts prägen Kalksteinbarrieren und Sandsteinhügel das Landschaftsbild. Im Südwesten reichen die Gipfel bis auf 4750 m Höhe (Trikora Crest). Reißende Nebenflüsse aus den Gebirgen speisen den Baliem. Im südöstlichen Bereich des Tals erhebt sich eine dolinenübersäte Kalksteinschlucht mit Höhlen (Gorge Baliem).

## Demographie
In Tal leben etwa 50.000 Einwohner, zumeist Dani und Yali. An den westlichen Berghängen siedeln Lani. Etwa 750.000 Bergpapuas siedeln in Sippschaften im umliegenden Hochland.
Touristische Expeditionen zu den Volksstämmen wurden in den letzten Jahrzehnten von Wamena aus vorgenommen.

## Geschichte
Über die historische Entwicklungen im Baliem-Tal vor 1938 ist in internationalen bzw. westlichen Quellen nichts bekannt.
Den Europäern, die ab dem 19. Jahrhundert verstärkt in Westguinea präsent waren, war das Tal lange Zeit komplett unbekannt. Niederländische „Erforschungsexpeditionen“ kamen zwischen 1907 und 1913 von der Südküste durch den papuanischen Dschungel bis an den Puncak Trikora südlich des Tals. 1920 und 1921 überquerten vom Norden kommende niederländische Expeditionen den Doorman Peak und durchquerten das nordwestlich an das Tal angrenzende Einzugsgebiet des Toli-Flusses (Tolikara).
1938 stellte eine Expedition von Zoologe Richard Archbold als erste Europäer fest, dass das Baliem-Tal bewohnt war. Sie identifizierte bei einem Erkundungsflug zufällig ein landwirtschaftlich genutztes Tal inmitten des von bis zu 4500 m hohen Bergen umgebenen Urwalds. Daraufhin begab sich Archbolds Expedition in das Tal, wo sie drei Wochen lang blieb. Archbold publizierte seinen Reisebericht im März 1941 im National Geographic Magazine.
Die späte „Entdeckung“ ist vornehmlich auf die Unerschlossenheit weitreichender Inselteile zurückzuführen (sogar heute noch sind Siedlungsgebiete der Familien der Korowai vollständig unkontaktiert). Das verwundert insoweit nicht, als der papuanische Dschungel als der undurchdringlichste der Welt gilt. Durch die lange Unberührtheit konnten sich bis in die Mitte des vergangenen Jahrhunderts authentische Lebensweisen der Dani und anderer Stämme erhalten.
1954 traf der erste Missionar, Lloyd van Stone, per Fallschirmabsprung in diesem Tal ein. Die niederländische Kolonialregierung gründete 1956 den ersten staatlichen Siedlungsposten im Tal, aus dem Wamena hervorging.
Nach der indonesischen Übernahme der Kontrolle wurde die kontroverse Act-of-Free-Choice-Abstimmung auch im Baliem-Tal durchgeführt. Am 17. Juli 1969 stimmten die von Indonesien ausgesuchten Wahlmänner des Bezirks in Wamena einstimmig für den Verbleib bei Indonesien und gegen die Unabhängig Westpapuas.
Die Region wird immer wieder von Gewalt erschüttert, etwa durch die Unabhängigkeitskämpfer der Organisasi Papua Merdeka. Darüber hinaus wurden 2019 bei Unruhen in Wamena zehn Minangkabau getötet, und 2022 kam es zu Zusammenstößen zwischen ethnischen Gruppen aus Lanny Jaya einerseits und Nduga andererseits in Wouma.
Trotz des mittlerweile eingesetzten industriellen Fortschritts leben in den entlegenen Gebieten bis heute immer noch Menschen unbeirrt in der Tradition ihrer Vorfahren.

## Tourismus
Ins Baliem-Tal lassen sich Ausflüge zu Fuß und mit dem Taxi organisieren, beispielsweise nach Sinatma, einem kleinen Dorf mit protestantischer Missionsstation und (allerdings aufgelassener) Lianenhängebrücke, Enalaga/Pugima oder Akima (Mumien) beziehungsweise zu den ehemaligen „Schlachtfelder“ der Dani (wie: Dugum Dani). Jiwika hat eine Salzquelle, Kantilola Cave Karsthöhlen. Danau Habbema, ein Hochplateau südwestlich von Wamena, gilt als landschaftlich reizvolle Gegend mit guter Rundsicht über die Seen und Berge des umliegenden Hochgebirges.

## Verwaltungsgliederung
Das Baliem-Tal liegt im Regierungsbezirk Jayawijaya in der 2022 eingerichteten Provinz Papua Pegunungan.